# Psalydolytta cineracea
Psalydolytta cineracea es una especie de coleóptero de la familia Meloidae.

## Distribución geográfica
Habita en Senegal, Sierra Leona, Togo, Costa de Marfil y Ghana.